# Batman: Arkham
Batman: Arkham (укр. Бетмен: Аркем) — серія пригодницьких відеоігор на основі персонажа коміксів DC про Бетмена, розроблена Rocksteady Studios та WB Games Montréal, а видана Warner Bros. Interactive Entertainment. Перші дві гри Rocksteady були написані ветераном-письменником Бетмена Полом Діні і продемонстрували іконні голоса акторів Кевіна Конроя і Марка Гемілла, які повторюють свої ролі Бетмена і Джокера, відповідно, з часів анімаційного всесвіту DC (DCAU). Кевін Конрой і Марк Гемілл повернулися до голосу Бетмена і Джокера знову і у четвертій частині основної серії — Batman: Arkham Knight. Інші актори серії, які теж повторювали свої ролі з DCAU, включають Арлін Соркін як Гарлі Квінн (у Batman: Arkham Asylum), а також Роберт Костанцо як Гарві Буллок (Batman: Arkham Origins).
Франшиза також має декілька різних мобільних ігр, а також одну гру віртуальної реальності Batman: Arkham VR, яка у черговий раз була розроблена Rocksteady.

## Ігри
| Назва                                  | Рік  | Консолі | Консолі | Консолі | Консолі | Консолі | Консолі | Консолі | Консолі | ПК  | ПК  | Кишенькові | Кишенькові | Мобільні | Мобільні | VR      |
| Назва                                  | Рік  | PS3     | PS4     | PS5     | Wii U   | Switch  | X360    | XOne    | XSX     | Mac | Win | 3DS        | Vita       | And      | iOS      | Quest 3 |
| -------------------------------------- | ---- | ------- | ------- | ------- | ------- | ------- | ------- | ------- | ------- | --- | --- | ---------- | ---------- | -------- | -------- | ------- |
| Batman: Arkham Asylum                  | 2009 | Так     | Так     | Ні      | Ні      | Так     | Так     | Так     | Ні      | Так | Так | Ні         | Ні         | Ні       | Ні       | Ні      |
| Batman: Arkham City                    | 2011 | Так     | Так     | Ні      | Так     | Так     | Так     | Так     | Ні      | Так | Так | Ні         | Ні         | Ні       | Ні       | Ні      |
| Batman: Arkham City Lockdown           | 2011 | Ні      | Ні      | Ні      | Ні      | Ні      | Ні      | Ні      | Ні      | Ні  | Ні  | Ні         | Ні         | Так      | Так      | Ні      |
| Batman: Arkham Origins                 | 2013 | Так     | Ні      | Ні      | Так     | Ні      | Так     | Ні      | Ні      | Ні  | Так | Ні         | Ні         | Ні       | Ні       | Ні      |
| Batman: Arkham Origins (мобільна гра)  | 2013 | Ні      | Ні      | Ні      | Ні      | Ні      | Ні      | Ні      | Ні      | Ні  | Ні  | Ні         | Ні         | Так      | Так      | Ні      |
| Batman: Arkham Origins Blackgate       | 2013 | Так     | Ні      | Ні      | Так     | Ні      | Так     | Ні      | Ні      | Ні  | Так | Так        | Так        | Ні       | Ні       | Ні      |
| Batman: Arkham Knight                  | 2015 | Ні      | Так     | Ні      | Ні      | Так     | Ні      | Так     | Ні      | Ні  | Так | Ні         | Ні         | Ні       | Ні       | Ні      |
| Batman: Arkham Underworld              | 2016 | Ні      | Ні      | Ні      | Ні      | Ні      | Ні      | Ні      | Ні      | Ні  | Ні  | Ні         | Ні         | Так      | Так      | Ні      |
| Batman: Arkham VR                      | 2016 | Ні      | Так     | Ні      | Ні      | Ні      | Ні      | Ні      | Ні      | Ні  | Так | Ні         | Ні         | Ні       | Ні       | Ні      |
| Suicide Squad: Kill the Justice League | 2024 | Ні      | Ні      | Так     | Ні      | Ні      | Ні      | Ні      | Так     | Ні  | Так | Ні         | Ні         | Ні       | Ні       | Ні      |
| Batman: Arkham Shadow                  | 2024 | Ні      | Ні      | Ні      | Ні      | Ні      | Ні      | Ні      | Ні      | Ні  | Ні  | Ні         | Ні         | Ні       | Ні       | Так     |
| Нотатки 1. 2. 3. 4.                    |      |         |         |         |         |         |         |         |         |     |     |            |            |          |          |         |

### Основна серія

#### Batman: Arkham Asylum(2009)
Batman: Arkham Asylum — перша гра в серії, сценарій якої написаний ветераном написання історій про Бетмена — Полом Діні. Та розроблена студією Rocksteady. Бетмен намагається зупинити свого заклятого ворога — Джокера, який провокує запланований штурм притулку з боку пацієнтів та тимчасових ув'язнених злочінців, щоб захопити контроль над Притулком Arkham і заманити Бетмена всередині з багатьма його заклятими ворогами. Джокер загрожує підірвати приховані бомби і розповсюдити Титан, експериментально-хімічну речовину на основі Венома, навколо вигаданого міста Ґотем-сіті, Бетмен змушений пробиватися через ув'язнених притулку і покласти край планам Джокера.

#### Batman: Arkham City(2011)
Batman: Arkham City — відбувається через один рік після подій Arkham Asylum, сиквел має більше персонажів. Сюжет знову написав Пол Діні, разом з Полом Крокер і Сефтон Гілл. Бетмен знаходиться в ув'язненні у Аркем-Сіті — нова масивна супер-в'язниця, яка охоплює старі нетрі міста Ґотем-сіті. Головний герой повинен розкрити таємницю зловісної схеми «Протокол 10», організованої начальником об'єкта — Г'юґо Стренджем. Тим часом, Джокер вмирає через нестабільні властивості формули Титану у своїй крові. Після того, як він вводить у Бетмен свою кров, Бетмен стає вимушений знайти ліки. Марк Гемілл, повторив свою роль Джокера з попередньої гри, заявив, що Arkham City стане його останнім виступом в ролі джокера, проте актор все-таки повернувся, щоб знову зіграти свою іконну роль озвучки у Batman: Arkham Knight.

#### Batman: Arkham Knight(2015)
Batman: Arkham Knight — продовження, дії якого розпочинаються через рік після подій Arkham City, ця частина вже ж знову була розроблена Rocksteady і випущена на PlayStation 4, Xbox One і Windows 23 червня 2015 року. Сюжет гри показує повернення суперлиходія Страхопудала, який об'єднує кількох найбільш небезпечний лиходіїв Ґотем-сіті, включаючи таких персон як: Пінгвін, Дволикий і Гарлі Квінн, щоб ті знищили Бетмена. Гра значиться як фінал серії Arkham від Rocksteady. Кевін Конрой повторив свою роль Бетмена в грі, так само як і ще один актор з минулих частин, повторив свою роль у фінальній частині.

### Приквел-серія

#### Batman: Arkham Origins(2013)
Batman: Arkham Origins — приквел, події якого розгортаються за п'ять років до подій Arkham Asylum, це стала перша гра серії, яка була розроблена WB Games Montréal і написана сценаристом Корі Мей та Дума Вендсчуг (які раніше писали для серій Assassin's Creed та Prince of Persia). Гра також стала першою у серії, яка мала підтримку багатокористувацького режиму. Сюжет описує молодого та менш досвідченого Бетмена, який на початку гри отримує нагороду за свою голову, обіцяну Чорною маскою, чим той залучив вісім найбільш смертельних вбивць з Ґотем-сіті напередодні Різдва, під час гри кажан Ґотема вперше зустрічає свого майбутнього заклятого ворога, усім відомого як — Джокер. Роджер Крейг Сміт і Трой Бейкер озвучили Бетмена і Джокера відповідно, вони замінили Кевіна Конроя і Марка Гемілла з попередніх двох ігор.

### Віртуальна реальність

#### Batman: Arkham VR(2016)
У червні 2016 року на E3 2016 було оголошено, що Rocksteady розробляє спін-офф серії під назвою Batman: Arkham VR, для PlayStation VR, гра вийшла у жовтні 2016 року. У грі, гравці мають «використовують легендарні ґаджети Бетмена, щоб розгадати сюжет, який загрожує життю його найближчих союзників». Гра також згодом була випущена для Oculus Rift і HTC Vive, а саме 25 квітня 2017 року.

### Колекційні видання

#### Batman: Arkham Bundle(2013)
23 вересня 2013 року видання Batman: Arkham Bundle було випущено у Північній Америці для PlayStation 3 і Xbox 360, воно позиціювало себе як збірку кращих хітів. Воно має видання «Game of the Year» гри Arkham Asylum, яке включає у себе карти випробувань: «Totally Insane», «Nocturnal Hunter», «Crime Alley» та «Scarecrow Nightmare», та аналогічне видання гри Arkham City, яке включає у себе весь додатковий контент, у тому числі кілька костюмів з DLC, а також додатковий сюжет «Harley Quinn's Revenge».

#### Batman: Arkham Collection(2013)
22 листопада 2013 колекція Batman: Arkham Collection було випущено у Європі для PlayStation 3, Xbox 360 та Microsoft Windows. У колекції представлені завантажувані версії Arkham Asylum і Arkham City, а також фізична копія Arkham Origins. Крім того, версія для PlayStation 3 містить пакет DLC «Knightfall» для Arkham Origins, у той час як Arkham Asylum і Arkham City мають видання «Game of the Year» на Windows.

#### Batman: Return to Arkham(2016)
Batman: Return to Arkham, розроблена Virtuos, містить перероблені версії Arkham Asylum і Arkham City з використанням нового рушія Unreal Engine 4 для PlayStation 4 і Xbox One. Крім того, обидві ігри включають у себе усі DLC матеріали, поліпшену графіку, оновлені моделі персонажів і середовища, а також поліпшення освітлення, ефектів і шейдерів. Колекція вийшла 18 жовтня 2016 року, але отримала змішані рецензії та відгуки. Критики відзначили поліпшення текстур і затінення, але розділилися у думках щодо графіки і світлових ефектів. Колекція також піддалася критиці за проблеми з частотою кадрів, яка була «обмежена 30 кадрами в секунду, у іграх 2009 та 2011 років».